# Tentativas de anular a eleição presidencial de 2020 nos Estados Unidos
Após a vitória do candidato Democrata Joe Biden na eleição presidencial dos Estados Unidos de 2020, o candidato Republicano e então presidente em exercício Donald Trump tentou reverter o resultado com o apoio de sua campanha, aliados políticos e apoiadores, culminando no ataque ao Capitólio em 6 de janeiro de 2021.
Liderados por figuras como Mark Meadows e Rudy Giuliani, aliados de Trump pressionaram legislaturas estaduais para alterar resultados eleitorais e sugeriram que o vice-presidente Mike Pence poderia rejeitar a certificação dos votos, o que Pence negou ter autoridade para fazer. A equipe jurídica de Trump entrou com 63 processos [en], todos sem sucesso, incluindo uma tentativa rejeitada pela Suprema Corte em Texas v. Pennsylvania [en]. mas em 11 de dezembro de 2020, a Suprema Corte recusou-se a julgar o caso. Trump considerou medidas como intervenção militar e apreensão de máquinas de votação.
Em junho de 2022, o Comitê Seleto da Câmara sobre o Ataque de 6 de Janeiro [en] recomendou o indiciamento de Trump, que foi formalmente acusado em 2023 por conspiração e obstrução em Washington, D.C., por esforços para reverter resultados na Geórgia, junto a 18 co-réus Trump se declarou não culpado. Líderes dos grupos Proud Boys e Oath Keepers foram condenados por conspiração sediciosa [en] pelo ataque ao Capitólio.
Trump mantém a alegação de que a eleição foi roubada, pedindo sua reinstauração como presidente ou uma nova eleição. Até 2022, seus apoiadores continuaram ações para contestar o resultado, promovendo resoluções e processos, o que especialistas alertam minar a confiança na democracia e criar precedentes para questionar futuras eleições.

## Contexto

### Acusações de fraude eleitoral de Trump em 2012
Após a eleição presidencial de 2012, na qual o presidente em exercício Barack Obama venceu a reeleição contra Mitt Romney, Donald Trump publicou no Twitter que o Colégio Eleitoral era um "desastre para a democracia", que a eleição foi uma "farsa total" e que os Estados Unidos "não são uma democracia".

### Incerteza sobre Trump aceitar uma derrota eleitoral em 2016
Após sugestões repetidas de que a eleição de 2016 foi "fraudada", Donald Trump, durante o último debate, questionou se aceitaria os resultados caso perdesse, dizendo: "Vou manter vocês em suspense". A declaração gerou críticas intensas, sendo vista como uma ameaça à democracia e um incentivo para que seus apoiadores rejeitassem o resultado. Richard Hasen, especialista em direito eleitoral, classificou os comentários como "terríveis e sem precedentes", alertando para o risco de violência caso Trump perdesse. No dia seguinte, Trump afirmou que aceitaria um resultado "claro", mas reservou o direito de contestá-lo judicialmente se questionável, e disse que "totalmente" aceitaria os resultados se vencesse.

### Incerteza sobre Trump aceitar uma derrota eleitoral em 2020
Durante a campanha de 2020, Trump continuou a sugerir que não reconheceria uma derrota, alegando que a eleição seria fraudada. Em julho, evitou se comprometer com a aceitação dos resultados, dizendo a Chris Wallace, da Fox News, que "teria que ver". Ele também propôs adiar a eleição devido à COVID-19 e criticou a votação por correio, falsamente alegando altas taxas de fraude.
Trump declarou que, sem cédulas por correio, haveria uma "continuação" de seu governo, em vez de uma transição [en], que foi interpretado como uma ameaça à ordem constitucional. Christopher A. Wray, diretor do FBI, afirmou que não havia evidências de fraude eleitoral significativa.
Embora muitos republicanos no Congresso defendessem uma transição pacífica, poucos criticaram Trump diretamente. O Senado aprovou unanimemente uma resolução apoiando a transição ordeira, mas o senador Mike Lee questionou a democracia como objetivo, priorizando liberdade e prosperidade. Trump expressou esperança de que a Suprema Corte dos Estados Unidos decidisse a eleição, reforçando sua intenção de nomear um nono juiz após a morte de Ruth Bader Ginsburg.

## Recusa em aceitar a derrota eleitoral de 2020

### Recusa de Donald Trump em aceitar a derrota eleitoral de 2020

#### Antes da declaração dos resultados

O verificador de fatos da CNN, Daniel Dale, informou que, até 9 de junho de 2021, Trump havia emitido 132 declarações escritas desde que deixou o cargo, das quais "um terço continha mentiras sobre a eleição", mais do que qualquer outro assunto.

Para semear dúvidas sobre a eleição, Trump intensificou o uso de declarações como "eleição fraudada" e "interferência eleitoral" antes da eleição de 2024, em comparação com as duas eleições anteriores — declarações descritas como parte de uma estratégia retórica do tipo "cara eu ganho; coroa você roubou".

Na madrugada de 4 de novembro de 2020, com os resultados eleitorais indefinidos, Trump declarou em uma coletiva na Casa Branca: "Isso é uma fraude contra o povo americano. Estávamos prontos para vencer esta eleição. Francamente, nós vencemos". A afirmação, condenada como planejada, foi criticada imediatamente. Em 5 de novembro, Trump tuitou "PAREM A CONTAGEM!", embora, naquela altura, Biden já liderasse em estados suficientes para vencer se a contagem parasse. Após Biden ser declarado presidente eleito em 7 de novembro, Trump rejeitou a derrota, afirmando que "esta eleição está longe de terminar" e alegando fraude sem provas. Em particular, segundo Maggie Haberman, Trump disse a assessores: "Eu simplesmente não vou sair" e "Nunca vamos sair. Como você pode sair quando venceu uma eleição?".

#### Após a declaração dos resultados
Após a eleição de 2020, Trump tentou reverter os resultados até a posse de Biden em 20 de janeiro de 2021. Ele abriu múltiplos processos judiciais, todos rejeitados, pressionou autoridades estaduais para anular resultados certificados e instou o Departamento de Justiça a investigar alegações de fraude sem provas. Sua equipe jurídica, liderada por Rudy Giuliani, fez acusações falsas sobre conspirações, máquinas de votação manipuladas e fraudes eleitorais. Trump bloqueou a cooperação na transição presidencial e pressionou figuras [en] como o secretário de Estado da Geórgia a "encontrar" votos para reverter sua derrota, além de pedir a legisladores estaduais que anulassem resultados.
Aliados de Trump, incluindo autoridades republicanas em sete estados, criaram certificados eleitorais fraudulentos, alegando falsamente sua vitória. No Congresso, alguns republicanos planejaram contestar a certificação dos resultados do Colégio Eleitoral em 6 de janeiro. Mike Pence, que presidiria o processo, expressou apoio ao esforço, enquanto Trump e apoiadores promoveram a falsa teoria de que Pence poderia rejeitar os resultados certificados.

#### Após deixar o cargo
Após deixar a presidência, Trump continua afirmando que venceu a eleição de 2020, rejeitando o termo "ex-presidente" e se referindo a si mesmo como "o 45º Presidente" ou "45" em seu site, www.45office.com. Em discursos, ele alega que uma fraude eleitoral em massa causou sua derrota, chamando-a de "fraude do século" e "crime do século", e diz que venceu as eleições de 2016 e 2020, sugerindo que pode precisar "vencê-la" novamente em 2024.
Em setembro de 2023, em entrevista à NBC, Trump desdenhou dos advogados que confirmaram sua derrota, dizendo que não os respeitava, mas valorizava outros que afirmaram sua vitória, insistindo que a decisão de contestar os resultados foi sua e que "venceu a eleição".

### Recusa de aliados e apoiadores de Trump em aceitar a derrota eleitoral de 2020

#### Stop the Steal

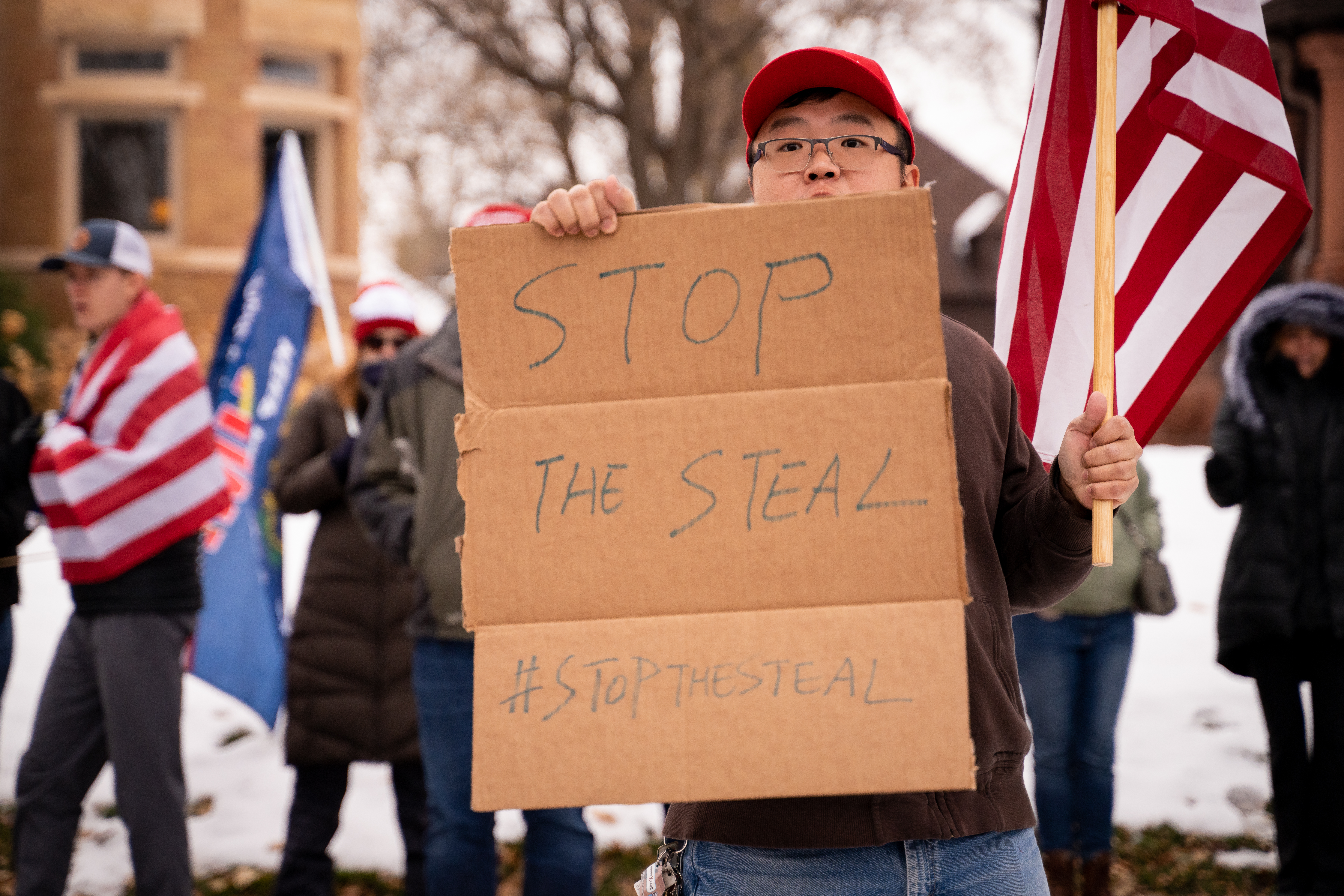
Um manifestante segurando uma placa "Stop the Steal" em St. Paul, Minnesota, em 14 de novembro de 2020

Stop the Steal é um movimento de protesto de extrema-direita nos Estados Unidos que promove a teoria da conspiração de que houve fraude generalizada na eleição presidencial de 2020. Donald Trump e seus apoiadores alegaram, sem evidências, que ele venceu a eleição e que fraudes ocorreram em estados-pêndulo. A Associated Press, ABC News, CBS News, CNN, Decision Desk HQ [en], NBC News, The New York Times e Fox News projetaram Biden como o presidente eleito, tendo ultrapassado os 270 votos do Colégio Eleitoral necessários para garantir a vitória. Investigações de autoridades eleitorais estaduais, do Departamento de Justiça e decisões judiciais rejeitaram alegações de fraude significativa.
O termo "Stop the Steal" foi criado em 2016 por Roger Stone, antecipando possíveis derrotas eleitorais. Durante a contagem dos votos em 2020, um grupo com esse nome foi criado no Facebook por Amy Kremer [en], cofundadora do grupo pró-Trump "Women for America First".  grupo foi removido em 5 de novembro por promover a deslegitimação do processo eleitoral e chegou a ganhar milhares de membros rapidamente, acumulando cerca de 360 mil seguidores. Relatórios indicaram que alguns desses grupos discutiam violência e ameaças. Uma análise identificou centenas de milhares de postagens questionando a legitimidade das eleições. Em 11 de janeiro de 2021, o Facebook anunciou a remoção de conteúdos com a frase "stop the steal" de suas plataformas.

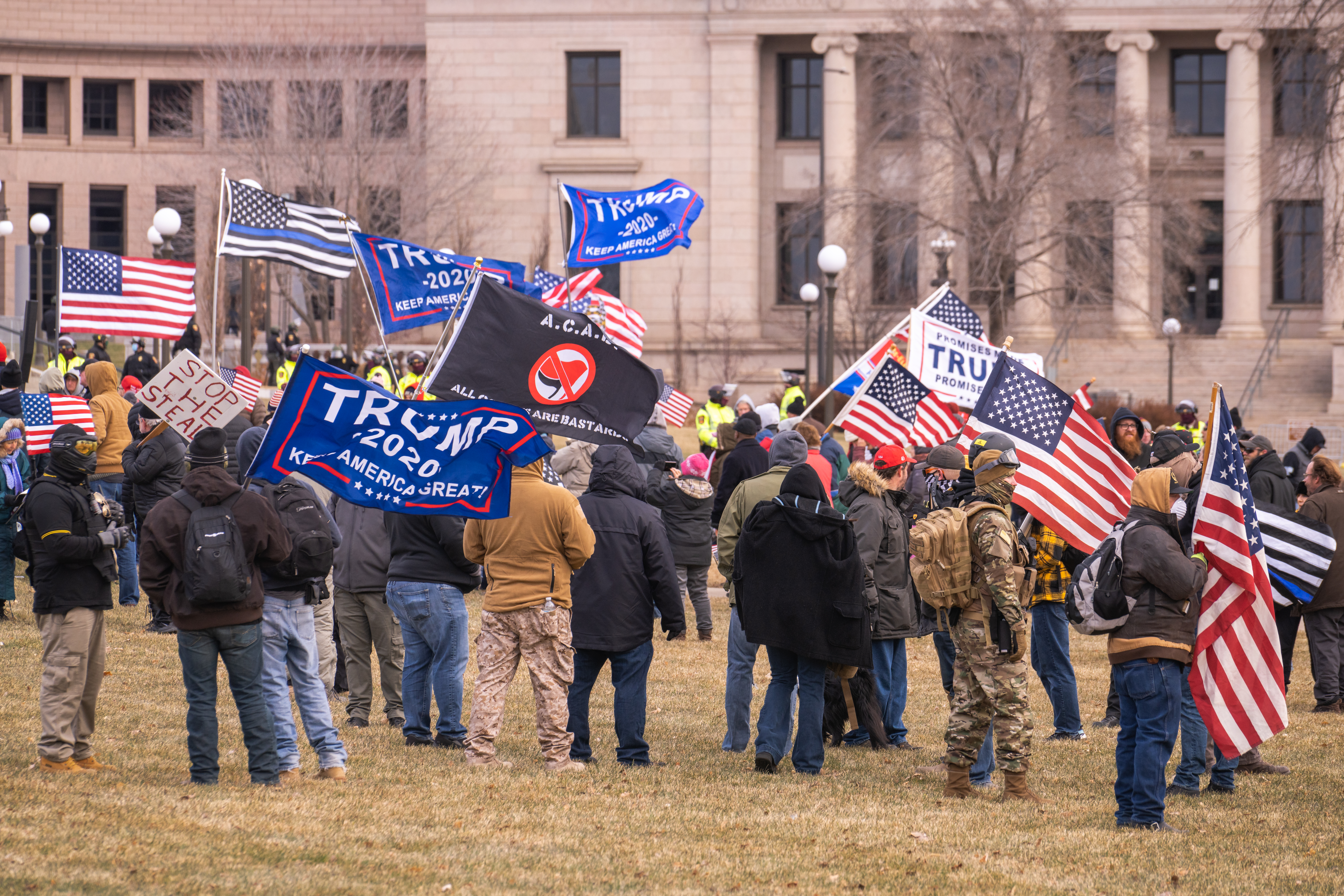
Manifestantes do Stop the Steal reuniram-se em frente ao Capitólio do Estado de Minnesota em 12 de dezembro de 2020. Um membro do Movimento Boogaloo foi acusado em conexão com o evento.

 Diversos grupos "Stop the Steal" foram criados por apoiadores de direita após Trump incentivar, pelo Twitter, ações contra a contagem dos votos. Protestos surgiram em várias cidades dos EUA, incluindo Washington, D.C.; Detroit, Michigan; Lansing, Michigan; Las Vegas, Nevada; Madison, Wisconsin; Atlanta, Geórgia; e Columbus, Ohio. Vários desses protestos incluíram membros de grupos extremistas, como os Three Percenters, os Proud Boys e os Oath Keepers, o que a CNN relatou como uma ilustração da "redução da linha entre a direita mainstream e extremistas de extrema-direita".
Em Michigan, manifestantes protestaram em frente à casa da secretária de Estado Jocelyn Benson [en] com discursos ameaçadores, mesmo após a vitória de Biden já ter sido certificada. Em 12 de dezembro de 2020, protestos em Washington, D.C. resultaram em feridos graves, confrontos e dezenas de prisões.
Até março de 2021, grupos ligados ao movimento, como Proud Boys e Movimento Boogaloo, passaram a espalhar desinformação sobre vacinas contra a COVID-19 como uma forma de minar a credibilidade do governo. Um membro do Boogaloo, Michael Paul Dahlager, foi acusado de posse ilegal de arma após planejar ataques contra policiais em um comício do "Stop the Steal". Ele se declarou culpado em julho de 2021.
Após a eleição, Ginni Thomas [en], esposa do juiz da Suprema Corte Clarence Thomas, trocou mensagens com o chefe de gabinete de Trump, apoiando esforços para reverter o resultado. Ela afirmou que Biden tentava "o maior roubo da nossa história" e participou do comício de 6 de janeiro, embora sem evidências de envolvimento na organização.

#### Teorias da conspiração
Diversas teorias da conspiração foram promovidas após a eleição de 2020, incluindo a falsa alegação de que o bilionário George Soros teria "roubado a eleição" e a teoria conhecida como Italygate [en], que afirmava, sem evidências, que a Embaixada dos EUA em Roma [en] usou tecnologia militar para alterar votos a favor de Joe Biden. Essa teoria chegou a ser compartilhada por autoridades como o congressista Scott Perry [en] e o então Chefe de Gabinete da Casa Branca, Mark Meadows. O The New York Times posteriormente relatou que, durante as últimas semanas de Trump no cargo, Meadows enviou o vídeo por e-mail ao Departamento de Justiça, solicitando uma investigação.
Essas alegações infundadas foram impulsionadas por Donald Trump, apoiadores e mídias de extrema-direita, como One America News Network [en] (OANN), Newsmax [en] e The Gateway Pundit [en], além de Sean Hannity e outros comentaristas da Fox News. A RT, uma emissora de mídia estatal russa, também promoveu as falsas alegações de fraude eleitoral da campanha de Trump. Como resposta às restrições impostas por redes sociais tradicionais, muitos usuários migraram para o Parler, que acabou sendo retirado do ar após perder suporte da Amazon Web Services em janeiro de 2021.
Até meados de 2021, Trump continuava a afirmar que a eleição havia sido "roubada", com destaque para uma auditoria controversa no Condado de Maricopa, Arizona, apoiada por figuras como Marjorie Taylor Greene e Matt Gaetz [en]. Apesar de relatos de que Trump esperava ser "reinstaurado" até agosto, não existe previsão legal para tal ação, e vários de seus aliados negaram essa possibilidade.
Outras alegações, como a de que Trump venceu em sete estados onde Biden foi declarado vencedor, foram baseadas em análises falsas, como a de Seth Keshel, ex-oficial de inteligência do Exército. Keshel e outros veteranos ligados a Michael Flynn desempenharam papel ativo na disseminação dessas teorias.

## Novembro de 2020
Em novembro de 2020, Trump reconheceu em particular sua derrota, segundo a ex-assessora Alyssa Farah Griffin [en], que o ouviu dizer: "Você acredita que eu perdi para esse cara?", referindo-se a Biden. Publicamente, no entanto, Trump não admitiu a derrota. Em 12 de novembro, o diretor da Agência de Segurança Cibernética e Infraestrutura [en] (CISA), Chris Krebs [en], declarou que a eleição havia sido “a mais segura da história americana. Trump o demitiu, e seu advogado, Joseph diGenova [en], chegou a pedir a execução de Krebs. Anos depois, em abril de 2025, Trump orientou autoridades a investigar Krebs e revogar sua autorização de segurança.
Além disso, Emily Murphy [en], chefe da Administração de Serviços Gerais [en], adiou o início da transição presidencial por 16 dias após a projeção da vitória de Biden pela maioria da imprensa.

### "Eleitores falsos"
Logo após a eleição de 2020, aliados de Trump começaram a articular estratégias para subverter o resultado. Em 3 de novembro, o conselheiro Gregory Jacob alertou que seria imprudente o vice-presidente Mike Pence parecer prejulgar votos eleitorais disputados. No dia seguinte, Mark Meadows, chefe de gabinete da Casa Branca, recebeu uma mensagem sugerindo que legislaturas estaduais lideradas por republicanos enviassem suas próprias listas de eleitores e levassem a disputa à Suprema Corte — mensagem atribuída a Rick Perry.
Em 5 de novembro, Donald Trump Jr. enviou a Meadows um plano que defendia a manipulação do Colégio Eleitoral, alegando que os republicanos tinham “controle total” e que Trump deveria iniciar seu segundo mandato imediatamente. Mais tarde, Trump Jr. disse ao Congresso que não escreveu a mensagem, mas considerou a proposta “plausível”.
Em 9 de novembro, Ginni Thomas, esposa do juiz da Suprema Corte Clarence Thomas, enviou e-mails a legisladores do Arizona, pressionando-os a aprovar uma nova lista de eleitores. No dia 18, James R. Troupis [en], advogado da campanha de Trump em Wisconsin, recebeu um memorando do advogado de Boston Kenneth Chesebro [en] propondo listas alternativas de eleitores em estados contestados. Um segundo memorando reforçou essa estratégia, mirando o dia 6 de janeiro de 2021 como o prazo decisivo.
O Escritório do Conselheiro da Casa Branca supostamente revisou os planos de usar eleitores alternativos e considerou que eles não eram juridicamente sólidos.

### Demissões e contratações no período de transição
Após a vitória de Biden, Trump promoveu uma "purga pós-eleitoral", demitindo ou forçando a saída de diversos funcionários, substituindo-os por aliados. O Secretário de Defesa Mark Esper foi demitido por tweet em 9 de novembro, seguido pela renúncia ou afastamento de outros, como o Subsecretário de Defesa Joseph D. Kernan [en] e o Subsecretário Interino de Política James H. Anderson. A chefe de gabinete do Departamento de Defesa, Jen Stewart, foi substituída por um ex-assessor de Devin Nunes. Em 30 de novembro, Christopher P. Maier, chefe da Força-Tarefa de Combate ao ISIS, foi afastado, e a força-tarefa, dissolvida, sob a alegação de que o Estado Islâmico foi derrotado.
As alegações de Trump sobre fraude eleitoral foram refutadas por juízes, autoridades eleitorais e pela Agência de Segurança Cibernética e Infraestrutura (CISA). Após contradizer Trump, o diretor da CISA, Chris Krebs, foi demitido em 17 de novembro, junto com outros três funcionários do Departamento de Segurança Nacional.
Bonnie Glick [en], vice-administradora da Agência dos Estados Unidos para o Desenvolvimento Internacional, foi demitida em 6 de novembro, deixando a posição de administradora interina vaga, o que permitiu que John Barsa, aliado de Trump, assumisse interinamente.
O cientista climático Michael Kuperberg, responsável pelo Relatório Nacional do Clima [en], foi rebaixado em 9 de novembro. David Legates, que minimiza o aquecimento global, foi indicado para substituí-lo. Kuperberg foi renomeado pela administração Biden em 2021.
Em 5 de novembro, Neil Chatterjee [en] foi removido da presidência da Comissão Federal de Regulação de Energia [en]. Em 11 de novembro, Lisa Gordon-Hagerty [en] renunciou aos cargos de Subsecretária de Energia para Segurança Nuclear [en] e administradora da semi-independente Administração Nacional de Segurança Nuclear [en], supostamente devido a tensões e divergências de longa data com o Secretário de Energia Dan Brouillette [en].
Em outubro de 2020, Trump assinou uma ordem executiva criando a categoria Consulta F [en] para funcionários federais envolvidos em políticas, retirando suas proteções contra demissões arbitrárias. As agências deveriam listar cargos reclassificáveis até 19 de janeiro de 2021. O Escritório de Gestão e Orçamento [en] incluiu 88% de sua força de trabalho. A medida gerou críticas de democratas e funcionários federais, que alertaram para um possível "êxodo em massa" e perda de expertise.
A administração Trump também ordenou ao Escritório de Orçamento a elaboração de um orçamento para 2022, ignorando a transição para Biden.

### Ações judiciais

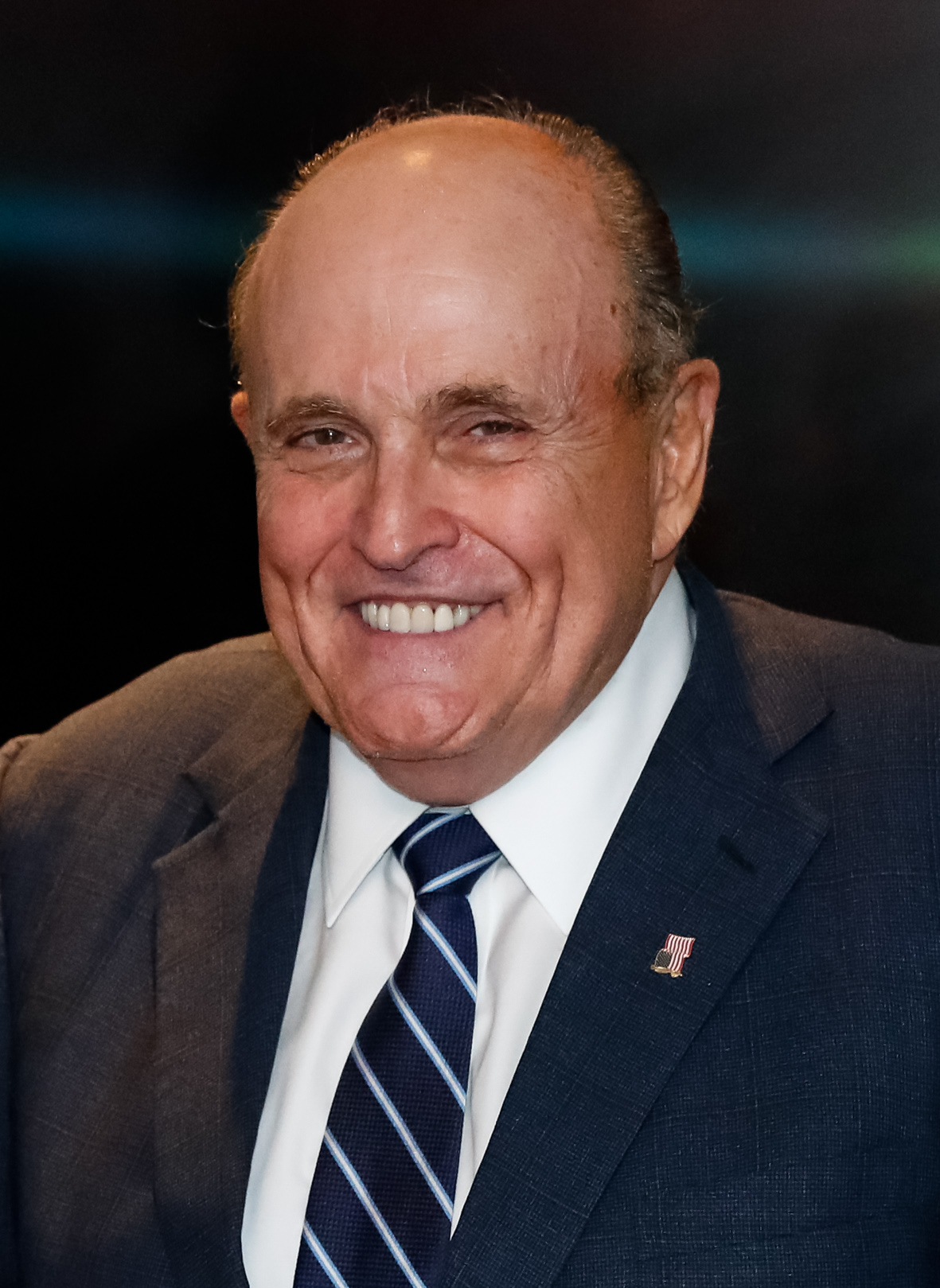
Rudy Giuliani, líder dos esforços judiciais fracassados de Trump, afirmou falsamente que a eleição foi alvo de fraude massiva.

Após a eleição presidencial dos Estados Unidos de 2020, a campanha de Donald Trump iniciou ações judiciais em estados como Arizona, Geórgia, Michigan, Nevada, Pensilvânia, Texas e Wisconsin, contestando os processos eleitorais, a contagem de votos e a certificação dos resultados. A maioria dos casos foi rapidamente arquivada, e especialistas consideraram improvável que afetassem o resultado da eleição. Até 19 de novembro, mais de 24 desafios judiciais pós-eleição haviam sido rejeitados.
Em 21 de novembro, o juiz federal Matthew Brann, da Pensilvânia, arquivou um caso com prejuízo, rejeitando o pedido da campanha de Trump para invalidar milhões de votos. Brann afirmou que a campanha apresentou argumentos jurídicos sem mérito e acusações especulativas, sem evidências de corrupção generalizada. Ele destacou que privar quase sete milhões de eleitores da Pensilvânia de seus direitos não era justificável, enfatizando que as leis e instituições americanas exigem fundamentos mais sólidos.

### Autoridades de Michigan pressionadas a não certificar
Antes de 17 de novembro, a comissão de apuração do Condado de Wayne, Michigan, composta por quatro membros, estava dividida partidariamente sobre a certificação dos resultados eleitorais, com os dois republicanos se recusando a certificar. Em 17 de novembro, a comissão votou unanimemente pela certificação. Trump e Ronna McDaniel, presidente do Comitê Nacional Republicano, telefonaram aos dois membros republicanos no mesmo dia, pressionando-os a não assinar a certificação. No dia seguinte, os republicanos tentaram, sem sucesso, revogar seus votos, alegando em declarações juramentadas que só certificaram devido a uma promessa de auditoria pelos democratas. Eles negaram influência da ligação de Trump. Uma gravação de dezembro de 2023 revelou McDaniel prometendo advogados e Trump dizendo: "Nós cuidaremos disso" e "Temos que lutar pelo nosso país."
Trump convidou legisladores de Michigan para viajar a Washington. O presidente da Câmara de Michigan, Lee Chatfield [en], o líder da maioria no Senado, Mike Shirkey, e o representante Jim Lilly foram vistos na Trump Tower, sem máscaras, consumindo champanhe caro. Após a reunião, Chatfield e Shirkey afirmaram que seguiriam a lei e não interfeririam na escolha dos votos eleitorais. Apesar de Chatfield mencionar uma possível "crise constitucional" e Shirkey sugerir adiamento, nenhum tomou medidas para invalidar a vitória de Biden. Em 21 de novembro, Ronna McDaniel e a presidente do Partido Republicano de Michigan [en], Laura Cox, pediram que a Comissão Estadual de Apuração não certificasse os resultados. Em 23 de novembro, a Comissão Estadual certificou a eleição.

### Tentativa de apreensão de máquinas de votação em Michigan
Em novembro de 2020, a campanha de Trump tentou persuadir autoridades de Michigan a apreenderem máquinas de votação para análise. Em um condado, assessores, incluindo Rudy Giuliani, contataram o promotor por volta de 20 de novembro, pedindo que ele entregasse as máquinas à equipe de Trump. O promotor recusou, mas um juiz ordenou que as máquinas fossem disponibilizadas aos representantes de Trump. Eles produziram um "relatório forense" alegando fraude, mas especialistas eleitorais consideraram o relatório "gravemente falho" e suas conclusões falsas.
Pelo menos uma pessoa foi indiciada por tentar acessar ilegalmente máquinas de votação após a eleição.

### Pressão sobre o Secretário de Estado da Geórgia para desqualificar cédulas

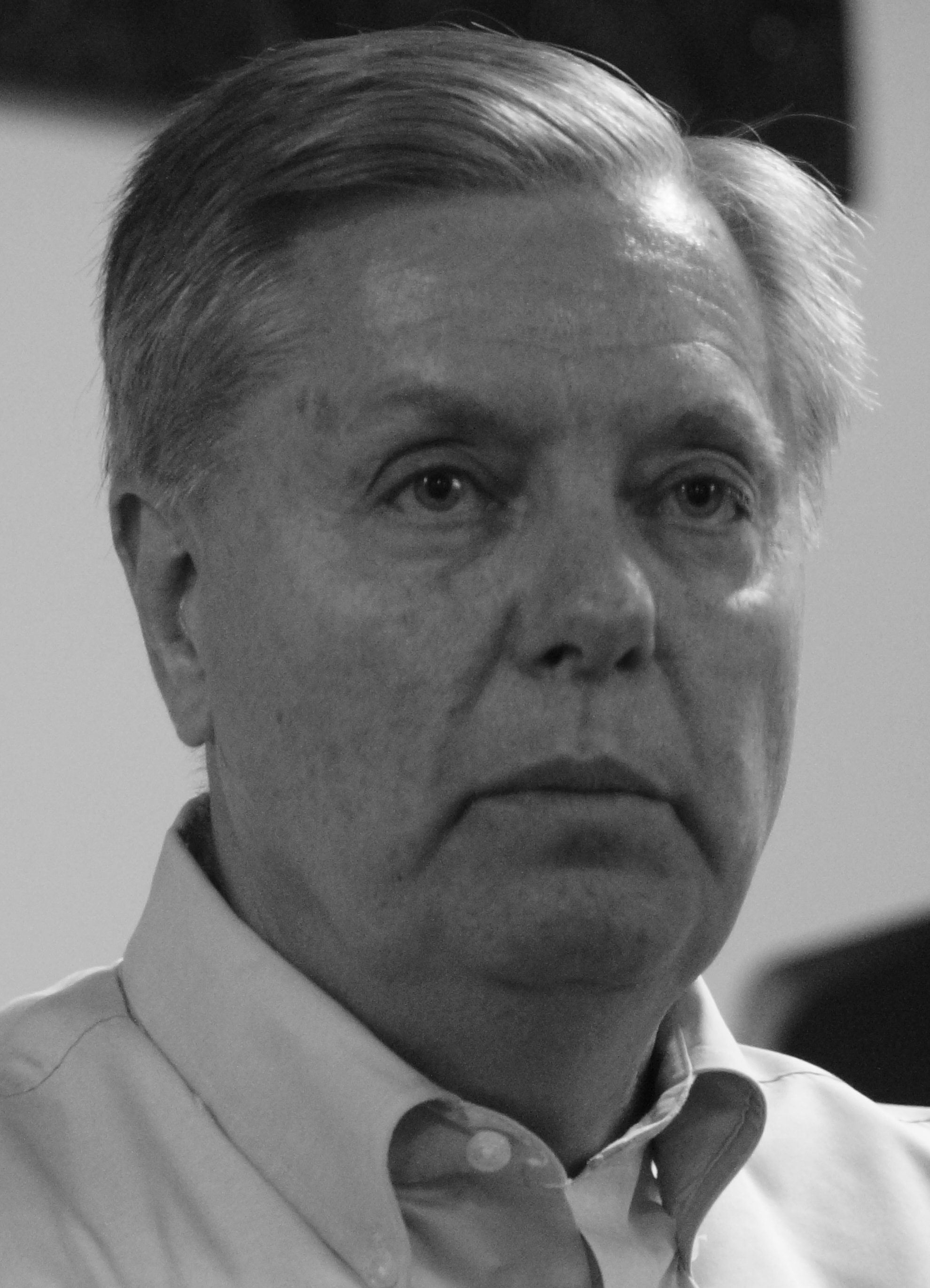
O senador Lindsey Graham (R-SC) contatou o Secretário de Estado da Geórgia sobre a invalidação de cédulas.

A eleição presidencial de 2020 na Geórgia resultou em uma vitória inicial de Biden sobre Trump por cerca de 14.000 votos, levando a uma recontagem automática devido à margem estreita. Em 13 de novembro, o senador Lindsey Graham ligou para o Secretário de Estado da Geórgia, Brad Raffensperger [en], questionando se era possível desqualificar cédulas enviadas por correio em condados com mais erros de assinatura. Raffensperger, republicano, viu a pergunta como uma sugestão para descartar votos legais, o que Graham negou, afirmando que buscava entender a verificação de assinaturas. Graham disse que agia como senador, mas contradisse-se sobre conversas com outros estados, como Arizona e Nevada, cujos oficiais negaram contato.

### Obstrução à recontagem em Wisconsin

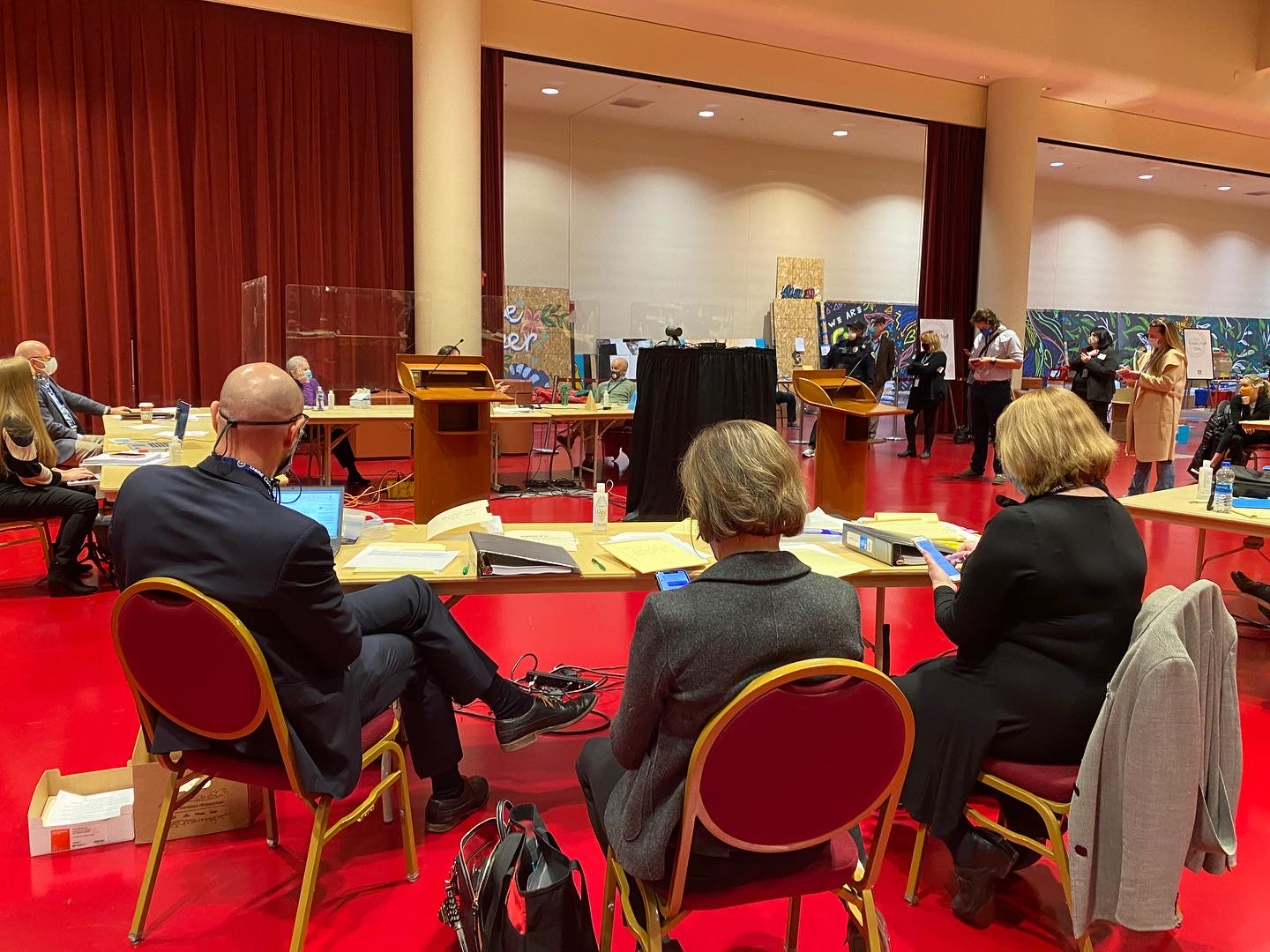
Recontagem no Condado de Dane realizada no Monona Terrace em Madison, Wisconsin

Em 5 de novembro de 2020, Andrew Iverson, chefe da campanha de Trump em Wisconsin, instruiu a equipe a intensificar a narrativa de que os democratas tentavam roubar a eleição, indicando prontidão para manobras. A campanha pediu recontagem nos condados democratas de Milwaukee e Dane. ambos redutos democratas. Em 20 de novembro, autoridades eleitorais relataram que observadores de Trump obstruíam a recontagem, interrompendo contadores, contestando cédulas e violando regras, como exceder o número de observadores permitido e se passar por independentes. As recontagens, finalizadas em 29 de novembro, aumentaram a vantagem de Biden em 87 votos.

### Audiências partidárias com legislaturas republicanas
Em 25 de novembro de 2020, após a certificação dos resultados eleitorais na Pensilvânia, um senador estadual republicano convocou uma "reunião informativa" em um hotel em Gettysburg, onde Rudy Giuliani alegou fraude eleitoral em massa. Trump, por telefone, reforçou a falsa narrativa de que venceu na Pensilvânia e outros estados, pedindo a reversão da eleição. No Arizona, vencido por Biden, republicanos do Senado estadual, como Eddie Farnsworth, promoveram alegações de fraude, apesar de autoridades eleitorais, advogados e a Unidade de Integridade Eleitoral do Procurador-Geral do Arizona afirmarem, em uma audiência de seis horas, não haver evidências de irregularidades. Audiências em Michigan também não encontraram provas de fraude.

### Alegações de conspiração
Antes da eleição presidencial de 2020, Dennis Montgomery alegou que um programa chamado Scorecard, rodando no supercomputador Hammer, alteraria votos de Trump para Biden. Sidney Powell [en], advogada de Trump, promoveu essa teoria conspiratória em programas da Fox Business, como Lou Dobbs Tonight [en] e com Maria Bartiromo, sem evidências, exigindo a demissão da diretora da CIA, Gina Haspel. Christopher Krebs, da CISA, classificou a alegação como "farsa" e afirmou que a eleição de 2020 foi a mais segura da história, sem evidências de manipulação em sistemas de votação. Trump demitiu Krebs por contradizer suas alegações. A campanha de Trump concluiu internamente que as acusações sobre máquinas de votação eram infundadas.
Em 19 de novembro, Powell alegou, sem provas, um complô comunista envolvendo Venezuela, Cuba, China, Hugo Chávez (que morreu em 2013), George Soros, a Fundação Clinton e a Antifa para fraudar as eleições de 2020. Ela também citou a Dominion Voting Systems [en] como responsável por transferir votos de Trump para Biden. Ela também repetiu uma teoria de que a Scytl, em um servidor alemão apreendido pelo Exército dos EUA, revelou uma vitória esmagadora de Trump, alegação refutada pela Scytl e pelo Exército. Um relatório de 2021 dos Departamentos de Justiça e Segurança Interna negou fraude estrangeira. Rudy Giuliani participou da coletiva, e Rupert Murdoch, da Fox News, descreveu as alegações como "loucas e prejudiciais".
Powell acusou o governador da Geórgia, Brian Kemp, de envolvimento com a Dominion e sugeriu fraudes em outras eleições, como a de Doug Collins. Ela pediu que legislaturas estaduais republicanas ignorassem resultados eleitorais e nomeassem eleitores leais a Trump, mas Kemp e o presidente da Câmara da Pensilvânia, Bryan Cutler, recusaram.
Programas conservadores da Fox News, como os de Lou Dobbs, Jeanine Pirro e Maria Bartiromo, amplificaram as alegações de fraude, mas exibiram desmentidos após pressão. A Smartmatic, acusada de conluio com a Dominion, exigiu retratações da Fox News e entrou com um processo de US$ 2,7 bilhões contra a rede, Giuliani e Powell.  A Dominion também processou Powell por difamação, pedindo US$ 1,3 bilhão, e seus advogados argumentaram que suas alegações eram opiniões, não fatos, admitindo implicitamente sua falsidade. Comunicações internas da Fox News revelaram que executivos, incluindo Murdoch, sabiam que as alegações eram falsas, mas temiam perder audiência ao desmenti-las. Murdoch admitiu em 2023 que a rede deveria ter sido mais firme contra as falsidades.

### Ameaças de violência por apoiadores de Trump
Após a vitória de Joe Biden na eleição presidencial de 2020, apoiadores de Trump ameaçaram autoridades eleitorais, seus familiares e funcionários em pelo menos oito estados, incluindo Wisconsin, Pensilvânia, Michigan, Nevada e Arizona, com e-mails, telefonemas e cartas contendo ameaças de morte, frequentemente com cunho racista, sexista ou antissemita. Alguns precisaram de proteção policial ou se mudaram de casa. O diretor do Centro para Inovação e Pesquisa Eleitoral descreveu as ameaças como assustadoras, destacando referências a violência armada. Republicanos proeminentes pouco comentaram.
Na Geórgia, o Secretário de Estado e sua esposa receberam ameaças de morte. Gabriel Sterling, oficial eleitoral republicano, condenou Trump e os senadores Perdue e Loeffler por não rejeitarem as ameaças, incluindo contra um funcionário da Dominion. A senadora democrata Elena Parent, após contestar alegações de fraude, enfrentou ameaças de morte, violência sexual e teve seu endereço divulgado, atribuindo isso à retórica de Trump. Uma "lista de inimigos" online acusou falsamente oficiais e executivos eleitorais, expondo seus endereços com alvos vermelhos. O Partido Republicano do Arizona [en] incentivou apoiadores a "morrer" pela causa, e Ann Jacobs, da Comissão Eleitoral de Wisconsin, recebeu ameaças mencionando seus filhos.
Joseph diGenova, advogado de Trump, sugeriu que Chris Krebs, ex-chefe da CISA, fosse "fuzilado" por desmentir fraudes. Lin Wood, aliado de Sidney Powell, tuitou que Mike Pence deveria ser preso por traição e executado, além de sugerir estocar armas. Emerald Robinson, da One America News [en], endossou Wood.
Antes da certificação eleitoral, Trump incitou protestos em Washington, e usuários de fóruns de extrema-direita interpretaram como ordem para ação armada, com comentários sobre evitar polícia e "colher consequências" caso a eleição não fosse revertida.

## Dezembro de 2020
Em 1º de dezembro de 2020, o Procurador-Geral dos EUA William Barr anunciou que investigações do Departamento de Justiça e do FBI não encontraram evidências significativas de fraude eleitoral. Em 3 de dezembro de 2020, o Diretor de Inteligência Nacional John Ratcliffe afirmou que ainda não havia evidências de interferência estrangeira.
O ex-Conselheiro de Segurança Nacional de Trump Michael Flynn, que recebeu um perdão presidencial pouco após a eleição, em 1º de dezembro pediu publicamente que o presidente suspendesse a Constituição [en], silenciasse a imprensa e realizasse uma nova eleição sob supervisão militar.

### Tentativas de Trump de pressionar autoridades estaduais
Em 5 de dezembro, Trump pressionou o governador da Geórgia Brian Kemp, a convocar uma sessão legislativa especial para anular a vitória certificada de Biden e nomear eleitores pró-Trump. Ele também contatou o presidente da Câmara da Pensilvânia com intenções similares e reuniu autoridades republicanas de Michigan na Casa Branca antes da certificação da vitória de Biden no estado.
Na Geórgia, após duas recontagens confirmarem a vitória de Biden, o secretário de Estado Brad Raffensperger enfrentou ameaças de morte e pressão de senadores republicanos para renunciar. Em 23 de dezembro, Trump ligou para o chefe de investigações do escritório de Raffensperger, pedindo que "encontrasse fraude" em cédulas por correio, mas a investigação concluiu que as alegações eram infundadas. O procurador-geral do Texas Ken Paxton processou Geórgia, Pensilvânia, Michigan e Wisconsin na Suprema Corte, pedindo a invalidação de seus resultados eleitorais, com apoio de Trump e 17 procuradores-gerais republicanos, apesar de críticas de especialistas jurídicos. Trump também pressionou o procurador-geral da Geórgia, Christopher M. Carr [en], a não se opor ao processo.
Na Pensilvânia, 64 republicanos da Assembleia Geral pediram que a delegação congressional rejeitasse os votos eleitorais de Biden. Kim Ward [en], líder republicana no Senado estadual, relatou pressão de Trump para apoiar alegações de fraude, temendo represálias. Em 10 de dezembro, após derrotas judiciais, Trump tuitou que a situação "escalaria dramaticamente", chamando a eleição de "roubo" e "golpe."

### Petições à Suprema Corte
Antes e após a eleição de 2020, Trump sugeriu que a Suprema Corte, com maioria conservadora de 6-3, incluindo três juízes por ele nomeados, decidiria o resultado. Em 21 de novembro, legisladores republicanos da Pensilvânia apelaram à Suprema Corte contra uma decisão estadual, pedindo a anulação de cédulas por correio ou a escolha de eleitores pela legislatura. Em 8 de dezembro, a Corte rejeitou o pedido em uma frase, após a certificação da vitória de Biden no estado. Advogados da Pensilvânia chamaram o pedido de "afronta à democracia".
Em 8 de dezembro de 2020, o procurador-geral do Texas Ken Paxton processou os estados da Geórgia, Michigan, Wisconsin e Pensilvânia, onde Biden venceu, alegando inconstitucionalidades nas eleições. Paxton pediu à Suprema Corte que invalidasse 62 votos eleitorais desses estados, declarando Trump vencedor. O caso, Texas v. Pennsylvania, foi apoiado por 17 procuradores-gerais republicanos e 126 deputados republicanos. Trump o chamou de "o grande" e Ted Cruz se ofereceu para defendê-lo. Em 11 de dezembro, a Corte recusou o caso, afirmando que o Texas não tinha legitimidade.
No final de dezembro, os advogados de Trump, Chesebro e Troupis, pediram à Suprema Corte que considerasse listas concorrentes de eleitores de sete estados em 6 de janeiro, mas o pedido foi negado.
Em 31 de dezembro, Chesebro sugeriu em e-mail que o juiz Clarence Thomas era "chave" para emitir uma ordem que minasse os resultados da Geórgia, com concordância de John Eastman.

### Consideração de conselheiro especial e lei marcial
Após sucessivas derrotas judiciais, incluindo na Suprema Corte, aliados de Trump, como Michael Flynn, Sidney Powell [en] e L. Lin Wood [en], sugeriram que ele suspendesse a Constituição, declarasse lei marcial e realizasse uma nova eleição. Em 18 de dezembro, Trump reuniu-se no Salão Oval com Rudy Giuliani, Mark Meadows, Pat Cipollone [en], Powell e Flynn, considerando nomear Powell como conselheira especial para investigar fraudes eleitorais, ideia amplamente rejeitada por seus conselheiros. Dois decretos executivos foram esboçados para nomear um conselheiro especial e confiscar máquinas de votação, que Trump alegava estarem manipuladas. Um decreto envolvia o Pentágono, outro o Departamento de Segurança Interna (DHS). Giuliani perguntou ao DHS se poderia apreender as máquinas, mas foi informado que não havia autoridade. Trump rejeitou a sugestão de Flynn e Powell de usar o Pentágono, e o Procurador-Geral William Barr recusou envolver o Departamento de Justiça.
Flynn defendeu publicamente a lei marcial na Newsmax TV [en], sugerindo que Trump poderia usar os militares para reeleger nos estados perdidos. Trump negou discussões sobre lei marcial, chamando-as de "notícias falsas", mas sua posição não ficou clara. Juristas alertaram que tal ação seria ilegal, inconstitucional e equivaleria a conspiração sediciosa, sujeitando participantes, incluindo Trump, a penalidades criminais. Oficiais militares seriam obrigados a desobedecer ordens ilegais.
Em 18 de dezembro, o Secretário do Exército Ryan McCarthy [en] e o General James McConville [en], chefe do estado-maior do Exército, declararam que os militares não têm papel em determinar resultados eleitorais. Em 3 de janeiro, todos os dez ex-secretários de defesa vivos — Ashton Carter, Dick Cheney, William Cohen, Mark Esper, Robert Gates, Chuck Hagel, James Mattis, Leon Panetta, William Perry e Donald Rumsfeld — publicaram um artigo de opinião no The Washington Post pedindo uma transferência de poder pacífica [en], alertando que envolver as forças armadas em disputas eleitorais seria "perigoso, ilegal e inconstitucional", exigindo uma transição pacífica e responsabilidade para quem minasse a eleição. Elizabeth Neumann, ex-oficial de Segurança Interna, alertou que extremistas poderiam interpretar discussões sobre lei marcial como incentivo à violência.

### Planejamento para o Congresso anular a eleição em 6 de janeiro
Em 21 de dezembro, o congressista Mo Brooks, primeiro a declarar oposição à certificação dos resultados do Colégio Eleitoral em 6 de janeiro de 2021, organizou três reuniões na Casa Branca com Trump, o vice-presidente Mike Pence, os deputados Jody Hice [en] (R-Ga.), Jim Jordan [en] (R-Ohio) e Andy Biggs [en] (R-Ariz.), a deputada eleita Marjorie Taylor Greene e membros da equipe jurídica de Trump. As reuniões planejaram estratégias para o Congresso anular os resultados eleitorais. Brooks confirmou discussões sobre "planejamento e estratégia" para 6 de janeiro. Mensagens de texto de Mark Meadows, reveladas em 2022, mostram que ele coordenou com 34 republicanos do Congresso planos para reverter a eleição.

### Pressão sobre Pence
Com as alegações de fraude eleitoral refutadas e ações judiciais rejeitadas, a equipe de Trump focou no vice-presidente Mike Pence, responsável por presidir a contagem dos votos eleitorais em 6 de janeiro, conforme a Décima Segunda Emenda à Constituição dos Estados Unidos.

#### Teoria do "Pence Card"
A teoria do "Pence Card", disseminada a partir de dezembro de 2020 por Ivan Raiklin, ex-Boinas Verdes ligado a Michael Flynn, alegava falsamente que o vice-presidente Mike Pence, como presidente do Senado, poderia rejeitar votos eleitorais de estados contestados em 6 de janeiro de 2021, sob a justificativa de fraude. Baseada em uma interpretação errada do Título 3 do Código dos EUA, a teoria sugeria que Pence poderia declarar certificados eleitorais inválidos ou exigir novos certificados pró-Trump. Trump endossou a ideia, retuitando Raiklin em 23 de dezembro, mas Pence não agiu conforme a teoria.
Pence consultou o ex-vice-presidente Dan Quayle, que afirmou que ele não tinha autoridade para interferir. Em 5 de janeiro, John Eastman, advogado de Trump, insistiu em uma reunião no Salão Oval que Pence poderia bloquear a certificação, e enviou um plano de seis pontos ao senador Mike Lee, que o rejeitou. Trump continuou pressionando Pence, que, em um almoço no mesmo dia, disse não acreditar ter tal poder. Durante o ataque ao Capitólio, manifestantes gritaram "Enforquem Mike Pence", frase que viralizou no Twitter até ser banida. Em entrevista posterior, Trump defendeu a multidão e minimizou o perigo a Pence.
Em 5 de janeiro, legisladores de cinco estados pediram a Pence que atrasasse a certificação por dez dias, após Trump, Giuliani e Eastman apresentarem supostas evidências de fraude a 300 legisladores estaduais. Ted Cruz propôs um plano similar no Senado, com apoio de outros senadores.
Em 2022, enquanto o Congresso discutia reformar a Lei de Contagem Eleitoral para esclarecer a falta de poder do vice-presidente, Trump afirmou falsamente que Pence poderia ter anulado a eleição. Pence rebateu, declarando que a Constituição não lhe dava tal autoridade.

### Pressão sobre o Departamento de Justiça
Em 14 de dezembro, após William Barr afirmar que não havia evidências de fraude eleitoral significativa, Donald Trump anunciou que Barr deixaria o cargo de procurador-geral até o Natal.
Trump, com Mark Meadows e outros assessores, pressionou Jeffrey Rosen [en], que assumiria o posto em 23 de dezembro, e outros oficiais do Departamento de Justiça (DOJ) a contestarem os resultados eleitorais. Meadows enviou e-mails com alegações de irregularidades em três estados e defendeu uma teoria da conspiração sobre manipulação de votos por satélites na Itália. Trump contratou o advogado Kurt Olsen para propor um desafio legal semelhante ao do procurador-geral do Texas Ken Paxton, que tentou, sem sucesso, anular resultados em quatro estados na Suprema Corte. Rosen e seu vice, Richard Donoghue [en], rejeitaram essas iniciativas, considerando-as infundadas.
Rosen testemunhou ao Congresso que o DOJ não nomeou procuradores especiais, não questionou publicamente a eleição, não enviou cartas para anular resultados estaduais e não apresentou ações judiciais para contestar a eleição.
No final de dezembro, Trump ligava quase diariamente para Rosen, discutindo alegações de fraude. Em 27 de dezembro, Donoghue registrou Trump dizendo: “Apenas diga que a eleição foi corrupta + deixe o resto comigo e os congressistas republicanos". No dia seguinte, Jeffrey Clark [en], procurador-geral assistente, propôs uma carta aos oficiais da Geórgia, alegando “preocupações significativas” sobre a eleição, mas Rosen e Donoghue recusaram assiná-la, e ela não foi enviada.
Em dezembro, Heidi Stirrup, aliada de Stephen Miller [en] e instalada no DOJ como informante da Casa Branca, foi banida do prédio após pressionar por informações sensíveis sobre fraude eleitoral e interferir em contratações, contornando a gestão do departamento.

### Pressão sobre o Departamento de Defesa
Michael Flynn, segundo o repórter da ABC News Jonathan Karl [en], instruiu Ezra Cohen [en], alto funcionário de inteligência de Trump, a tomar medidas extremas, como apreender cédulas, para reverter os resultados eleitorais que favoreciam o democrata. Cohen recusou, afirmando que a eleição havia acabado, ao que Flynn o chamou de "desistente!"
Sidney Powell, advogada de Trump, contatou Cohen e tentou envolvê-lo em uma teoria conspiratória do QAnon, alegando que a então diretora da CIA, Gina Haspel, havia sido ferida e capturada na Alemanha durante uma operação secreta para apreender um servidor da empresa Scytl, que supostamente continha evidências de manipulação de votos. Powell pediu a Cohen que organizasse uma missão para resgatá-la. Cohen, considerando Powell desequilibrada, informou o secretário de Defesa interino sobre a ligação.
Um memorando de 18 de dezembro de 2020 propôs que o secretário de Defesa interino, Christopher Miller, usasse a Agência de Segurança Nacional e do Departamento de Defesa apreender registros de comunicações, buscando evidências de interferência estrangeira a favor de Biden. Michael Pillsbury, conselheiro informal de Trump, descreveu a iniciativa como amadora e sem embasamento. Em maio de 2021, Miller testemunhou temer que Trump pudesse usar a Lei de Insurreição para politizar os militares de forma antidemocrática.

### Plano para apreensão de máquinas de votação
A equipe do então presidente Trump elaborou planos para que autoridades federais confiscassem máquinas de votação em estados onde Joe Biden venceu por margens apertadas. Os planos consideravam o envolvimento do Departamento de Justiça, Departamento de Defesa, Departamento de Segurança Interna e da Guarda Nacional. Diversos rascunhos de uma Ordem Executiva, que autorizaria essas apreensões, foram preparados. Trump revisou um rascunho que previa a atuação da Guarda Nacional, mas, aconselhado por Patrick Cipollone e Rudy Giuliani, decidiu não assiná-lo nem emiti-lo.
Em junho de 2022, foi revelado um e-mail de 21 de novembro de 2020, enviado por Andrew Whitney, executivo britânico que anteriormente promovera a oleandrina como cura para a COVID-19. O e-mail continha um rascunho de "carta de autorização" para que três empresas privadas armadas, com apoio dos U.S. Marshals, confiscassem máquinas de votação. O destinatário era Doug Logan, da Cyber Ninjas, que conduziu a auditoria do voto presidencial no condado de Maricopa em 2021, sem encontrar evidências de fraude eleitoral, e Jim Penrose, colaborador de Sidney Powell, Michael Flynn Patrick M. Byrne [en], que buscavam evidências de fraude eleitoral nas máquinas.

### Memorandos de Ellis
Na véspera de Ano Novo, Mark Meadows enviou a um assessor de Mike Pence um memorando redigido pela advogada de Trump, Jenna Ellis, com um plano para reverter os resultados eleitorais. O plano sugeria que, em 6 de janeiro, Pence devolvesse os resultados de seis estados-chave, dando até 15 de janeiro para que retornassem novas listas de eleitores. Se algum estado não cumprisse o prazo, nem Trump nem Biden teriam maioria eleitoral, e a Câmara dos Representantes decidiria a eleição. Como os republicanos controlavam 26 das 50 legislaturas estaduais, isso favoreceria Trump.
Em 5 de janeiro, Ellis elaborou outro memorando, compartilhado com Jay Sekulow advogado de Trump, argumentando que partes da Lei de Contagem Eleitoral, que restringiam a autoridade de Pence sobre a aceitação de eleitores, eram inconstitucionais. Ela propôs que Pence declarasse os resultados do Arizona como disputados durante a certificação e devolvesse as listas de eleitores aos estados para revisão antes de prosseguir. Sekulow rejeitou a ideia de que Pence tivesse essa autoridade.

### Plano para obter dados da Agência de Segurança Nacional
Em fevereiro de 2022, o The Washington Post obteve um memorando de 18 de dezembro de 2020, de origem desconhecida, circulando entre aliados de Trump e compartilhado com senadores republicanos. O documento propunha que Trump ordenasse ao secretário interino de Defesa, Christopher C. Miller, a obtenção de "dados brutos de sinais da NSA" para tentar provar interferência estrangeira nas eleições. Três homens, não próximos de Trump, foram indicados para adquirir esses dados. O memorando foi discutido em uma reunião em 4 de janeiro no Trump International Hotel, organizada por Mike Lindell, com a presença de ao menos três senadores, focando em máquinas de votação e supostas interferências de países como China e Venezuela. Miller afirmou desconhecer o memorando, e Trump não agiu com base nele.

## Janeiro de 2021
Em 1º de janeiro, John McEntee, diretor de pessoal da Casa Branca, enviou uma mensagem ao chefe de gabinete de Mike Pence, alegando incorretamente que Thomas Jefferson usou sua posição como vice-presidente para vencer em 1801, sugerindo que Pence tinha "discricionariedade significativa" no processo eleitoral. Jonathan Karl, da ABC News, descreveu McEntee como altamente influente por sua lealdade incondicional a Trump.
Trump consultou Steve Bannon sobre como reverter os resultados eleitorais. Bannon, John Eastman, Rudy Giuliani e Christina Bobb, da One America News, operavam uma "sala de guerra" no Hotel Willard [en], próximo à Casa Branca, para contestar a eleição.
Oficiais do Departamento de Justiça pressionaram B. J. Pak [en], procurador federal de Atlanta, a alegar fraude eleitoral na Geórgia, ameaçando-o com demissão. Pak foi forçado a renunciar em 4 de janeiro. Em 6 de janeiro, durante a sessão do Congresso para contar os votos eleitorais, presidida por Pence e Nancy Pelosi, uma multidão invadiu o Capitólio, interrompendo o processo. Simultaneamente, Trump realizou um comício no The Ellipse, incentivando seus apoiadores a marcharem até o Capitólio.
No final de janeiro, cinco advogados de Trump renunciaram, alegando pressão para repetir falsas acusações de fraude eleitoral.

### Gohmert v. Pence
Em 27 de dezembro de 2020, o representante republicano Louie Gohmert [en], do Texas, e os eleitores presidenciais republicanos do Arizona entraram com uma ação judicial no Tribunal Distrital dos EUA para o Distrito Leste do Texas contra o vice-presidente Mike Pence, buscando forçá-lo a decidir o resultado da eleição presidencial. Gohmert argumentou que a Lei de Contagem Eleitoral de 1887 [en] era inconstitucional e que a Constituição conferia a Pence autoridade exclusiva para decidir a eleição, podendo escolher entre listas de eleitores ou ignorar eleitores de um estado.
Pence, representado pelo Departamento de Justiça, pediu a rejeição do caso, argumentando que o Congresso seria o réu apropriado e que a ação era contraditória, já que buscava ampliar o poder do próprio réu. Advogados do Congresso apoiaram Pence.
Em 1º de janeiro de 2021, o juiz Jeremy Kernodle rejeitou a ação por falta de legitimidade processual dos demandantes, negando jurisdição sobre a questão relativa ao status constitucional da Lei de Contagem Eleitoral. No dia seguinte, em apelação, o Tribunal de Apelações dos EUA para o Quinto Circuito [en] rejeitou o recurso de Gohmert em uma decisão unânime por um painel de três juízes.

### Ligações com autoridades estaduais
Em 2 de janeiro de 2021, Trump, Rudy Giuliani, John Eastman e outros realizaram uma teleconferência com 300 legisladores de estados-chave, apresentando alegações de fraude eleitoral para justificar sessões especiais nas legislaturas estaduais visando descertificar eleitores. Três dias depois, legisladores de cinco estados pediram a Mike Pence que adiasse por dez dias a certificação dos eleitores em 6 de janeiro, para reavaliar as certificações estaduais.
No mesmo dia, Trump fez uma chamada de uma hora com o secretário de Estado da Geórgia, Brad Raffensperger. acompanhado por Mark Meadows, Peter Navarro [en], John Eastman, Rudy Giuliani, Cleta Mitchell, Kurt Hilbert e John Lott Jr. [en] Raffensperger, com seu conselheiro Ryan Germany, gravou a conversa, motivado por uma interação anterior com o senador Lindsey Graham.
Trump pressionou Raffensperger a "encontrar 11.780 votos", reiterando alegações de fraude desmentidas e sugerindo vagueiramente responsabilidade criminal. Raffensperger recusou, afirmando que os dados de Trump estavam errados e que a Geórgia certificou os resultados após três contagens, Após a chamada, Trump e sua equipe contataram autoridades do Arizona, Michigan, Pensilvânia e Wisconsin via Zoom.
Raffensperger planejava manter a gravação confidencial, mas, após Trump tuitar em 3 de janeiro que Raffensperger não respondeu a perguntas sobre teorias conspiratórias, Raffensperger rebateu no Twitter, afirmando que a verdade prevaleceria. Naquele dia, o The Washington Post publicou o áudio e a transcrição da chamada, também obtida pela Associated Press.
Em 23 de dezembro de 2020, Trump ligou para Frances Watson, investigadora-chefe de Brad Raffensperger, por seis minutos, dizendo: "Quando a resposta certa sair, você será elogiada". A ligação foi revelada dois meses depois".
Especialistas jurídicos consideraram que a pressão de Trump sobre Raffensperger poderia violar leis eleitorais federais e estaduais contra solicitação de fraude ou interferência eleitoral. Edward B. Foley [en] classificou a conduta como "inapropriada e desprezível", e o diretor da Cidadãos pela Responsabilidade e Ética em Washington a descreveu como um "ponto baixo" histórico, potencialmente passível de impeachment.
Democratas condenaram Trump. Kamala Harris e Adam Schiff chamaram a pressão de abuso de poder, Dick Durbin, Ted Lieu [en] e Kathleen Rice [en] pediram uma investigação criminal, enquanto outros a consideraram um delito passível de impeachment. Mais de 90 democratas apoiaram uma resolução de censura apresentada por Hank Johnson [en], da Geórgia, condenando Trump por ameaçar Raffensperger e tentar comprometer o processo eleitoral da Geórgia.
Em fevereiro de 2021, a promotora do Condado de Fulton, Fani Willis, abriu uma investigação criminal sobre as chamadas de Trump e de Lindsey Graham. Em janeiro de 2022, um painel de juízes aprovou a formação de um grande júri especial para obrigar depoimentos de testemunhas relutantes. Vários republicanos no Congresso condenaram a conduta de Trump, mas, até 4 de janeiro, nenhum a classificou como criminosa ou passível de impeachment.
O senador republicano Pat Toomey, que não concorreu à reeleição em 2022, criticou a atitude como "um novo baixo" e elogiou a integridade dos oficiais eleitorais republicanos que resistiram à pressão e desinformação do presidente e sua campanha. Outros republicanos, como Kevin McCarthy e o senador da Geórgia David Perdue, ignoraram ou defenderam a ligação de Trump à Geórgia, com Perdue chamando o vazamento da gravação de "nojento" em entrevista à Fox News.

### Pressão ao Departamento de Justiça e esforços para substituir o procurador-geral interino
Após a renúncia de William Barr, Trump pressionou o procurador-geral interino Jeffrey Rosen para contestar os resultados eleitorais, pedindo pareceres jurídicos, investigações sobre suposta fraude e nomeação de promotores especiais. Rosen e seu vice, Richard Donoghue, recusaram, afirmando que não havia evidências de fraude generalizada. Trump insistiu, sugerindo até um recurso à Suprema Corte, mas Rosen, Barr e Jeffrey Wall rejeitaram a ideia por falta de fundamento.
Jeffrey Clark, da Divisão Civil, propôs substituir Rosen e apoiar Trump, sugerindo uma carta à Geórgia sobre "preocupações significativas" na eleição. Rosen e Donoghue rejeitaram a proposta. Clark revelou que Trump planejava nomeá-lo, mas Rosen, Donoghue e Steven Engel ameaçaram renunciar, levando Trump a recuar. Em 2021, Rosen e Donoghue relataram ao Comitê Judiciário do Senado que Clark tentou subverter a eleição.
Mark Meadows, chefe de gabinete, também pressionou Rosen com e-mails pedindo investigações de teorias conspiratórias, como votos alterados por satélites italianos, mas Rosen não agiu.

### Preparativos do chefe de gabinete
Nos dias antes de 6 de janeiro, Mark Meadows, chefe de gabinete, enviou mensagens apoiando a preparação de eleitores republicanos alternativos em estados onde Biden poderia vencer e mencionou em um e-mail que a Guarda Nacional estaria pronta para "proteger pessoas pró-Trump".
Em 5 de janeiro, recebeu uma apresentação em PowerPoint, enviada pelo coronel aposentado Phil Waldron, que alegava interferência estrangeira na eleição e sugeria declarar emergência nacional, atrasar a certificação, usar eleitores alternativos e contar votos pelos militares. Meadows, intimado em 2021 pelo Comitê Seleto da Câmara dos Estados Unidos sobre o Ataque de 6 de Janeiro, forneceu o documento e disse não ter seguido o plano. O deputado Ro Khanna afirmou que cerca de 20 a 30 pessoas próximas ao plano sabiam dele e estavam dispostas a executá-lo.

### Mais pressão sobre Pence
Nos dias que antecederam 6 de janeiro de 2021, Trump e aliados intensificaram a pressão sobre o vice-presidente Mike Pence para reverter os resultados eleitorais durante a certificação. Trump criticou Pence, chamando-o de "muito honesto" e alertando que seria odiado. John McEntee enviou um memorando sugerindo que Pence seguisse o exemplo de Thomas Jefferson. Peter Navarro, na Fox News, afirmou que Pence poderia adiar a certificação e exigir auditorias. John Eastman, autor dos Memorandos Eastman, discutiu com o gabinete de Pence seus argumentos. Trump tuitou que Pence podia rejeitar eleitores "fraudulentos" e, em um comício na Geórgia, disse que "não gostaria tanto" de Pence se ele não apoiasse.
Trump se reuniu com Pence várias vezes, com Eastman presente em ao menos uma ocasião . Legisladores estaduais, após contato com Trump, Giuliani e Eastman, pediram a Pence um adiamento de 10 dias na certificaçãos. Greg Jacob, conselheiro de Pence, alertou que o plano de Eastman violaria a Lei de Contagem Eleitoral, seria bloqueado judicialmente ou causaria uma crise política. Trump divulgou falsamente que Pence concordava com suas alegações. Na manhã de 6 de janeiro, Trump pressionou Pence, chamando-o de "patriota" ou "covarde". No comício pré-ataque ao Capitólio, Trump, Giuliani e Eastman insistiram que Pence agisse. Durante o ataque, manifestantes gritaram "Enforquem Mike Pence", e Eastman culpou Pence e Jacob pelo cerco. Trump tuitou que Pence "não teve coragem". A certificação foi interrompida por cerca de 5 horas e 53 minutos. Em 11 de janeiro, Trump e Pence se reuniram para tentar uma reconciliação.

### Sessão conjunta de 6 de janeiro

#### Esforços no Senado
Em dezembro de 2020, o senador Josh Hawley e cerca de 140 republicanos da Câmara, liderados por Mo Brooks, anunciaram que se oporiam à contagem dos votos eleitorais de estados vencidos por Biden na sessão de 6 de janeiro de 2021, apesar da ausência de evidências críveis de fraude e da rejeição das alegações por tribunais e autoridades eleitorais. As objeções desencadeariam votações no Congresso, mas tinham poucas chances de sucesso devido à maioria democrata na Câmara e à falta de apoio majoritário no Senado.
O líder da maioria no Senado, Mitch McConnell, reconheceu a vitória de Biden e tentou dissuadir os senadores republicanos de contestar, mas não convenceu Hawley, Onze senadores republicanos e senadores eleitos – Ted Cruz, Ron Johnson, James Lankford, Steve Daines, John Kennedy, Marsha Blackburn, Mike Braun, Cynthia Lummis, Roger Marshall, Bill Hagerty e Tommy Tuberville – um quarto dos republicanos no Senado – juntaram-se a Hawley, embora muitos reconhecessem que a iniciativa não prosperaria. Eles não apresentaram alegações específicas de fraude, apenas sugeriram possíveis irregularidades. Outros senadores republicanos foram evasivos ou contrários à tentativa.
Trump pressionou o vice-presidente Mike Pence, que presidia a sessão, para reverter os resultados eleitorais, alegando que ele tinha autoridade para tal. Pence recusou, afirmando que a Constituição não lhe dava esse poder. Trump insistiu publicamente que Pence concordava com ele, mas Pence emitiu uma declaração negando autoridade unilateral para alterar a contagem.
Uma hora antes da sessão, Rudy Giuliani tentou contatar o senador Tommy Tuberville, deixando uma mensagem acidental em outra caixa postal, pedindo que os republicanos atrasassem a certificação, objetando a cada estado para ganhar tempo e pressionar legisladores estaduais a reconsiderarem os votos.

#### Votações na Câmara
Na sessão de 6 de janeiro de 2021, após objeções de senadores republicanos à vitória eleitoral de Biden, a Câmara debateu e votou. Dos republicanos, 139, incluindo Kevin McCarthy e Steve Scalise, apoiaram pelo menos uma objeção.

#### Relatório da deputada Zoe Lofgren
Em fevereiro de 2021, a deputada Zoe Lofgren, presidente do Comitê de Administração da Câmara, publicou um relatório de cerca de 2.000 páginas analisando postagens em redes sociais de líderes republicanos que votaram contra a certificação, entre a eleição e 6 de janeiro. O relatório destacou que muitas declarações falsas de Trump foram públicas e questionou se membros do Congresso fizeram afirmações semelhantes, disponíveis publicamente, que poderiam ser consideradas no contexto das responsabilidades constitucionais do Congresso.

### Ataque ao Capitólio

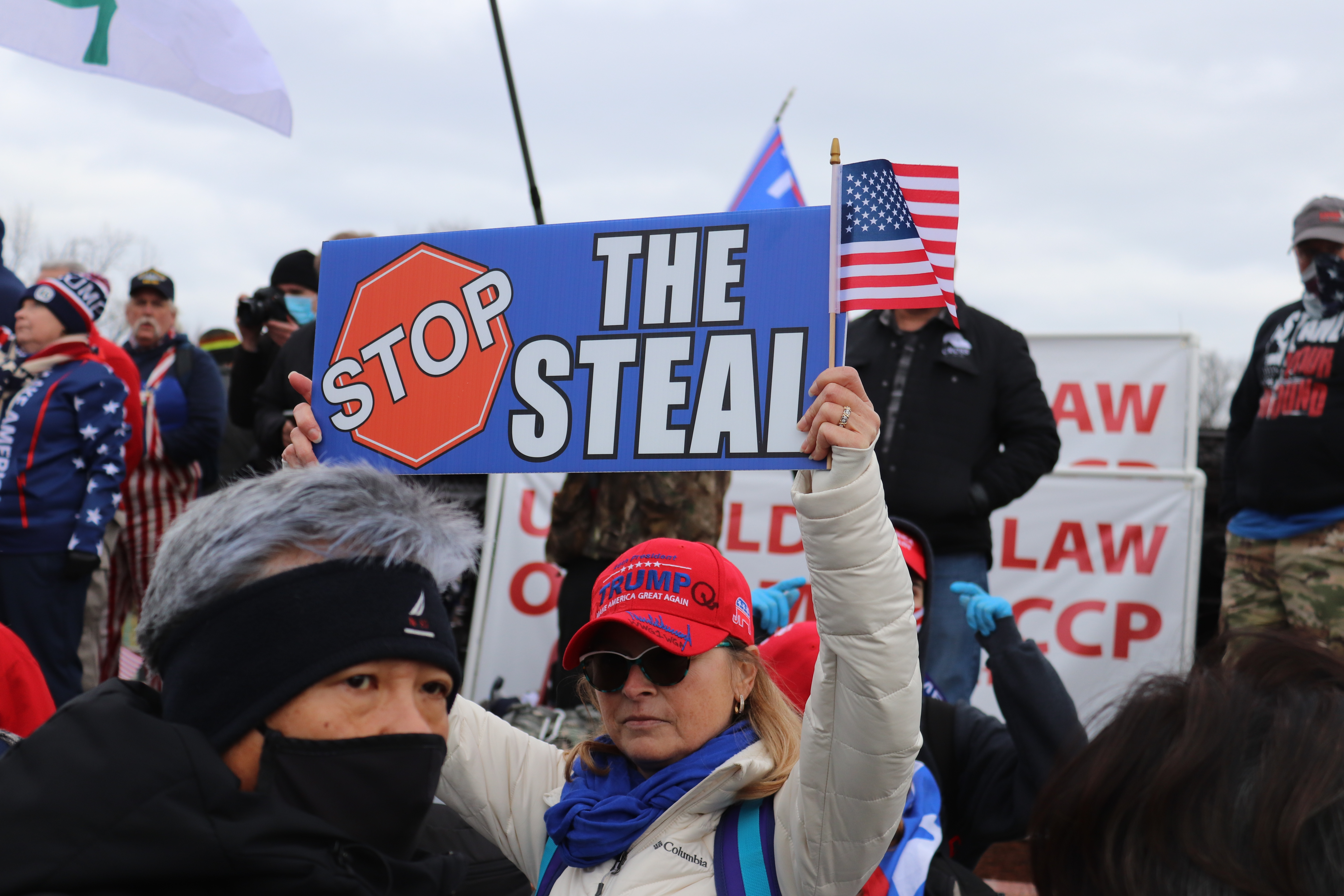
Manifestantes nos terrenos do Capitólio, 6 de janeiro de 2021

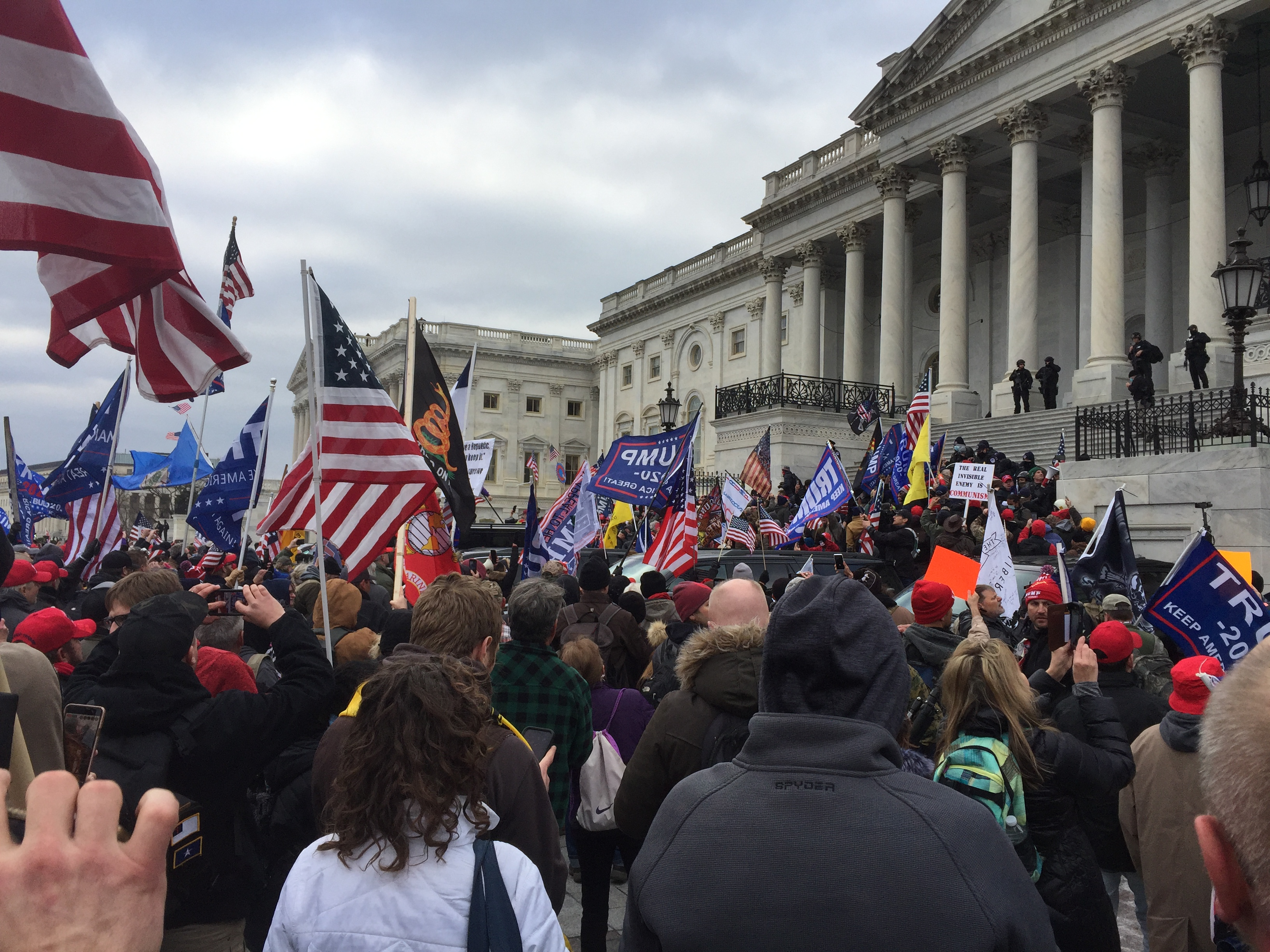
Manifestantes atacando o Capitólio

A partir de dezembro de 2020, Trump incentivou seus apoiadores a protestarem em Washington, D.C., em 6 de janeiro de 2021, para contestar os resultados eleitorais, prometendo que seria "selvagem". O The Washington Post criticou Trump por incitar protestos, citando episódios de violência em comícios anteriores e sua ordem aos Proud Boys para "recuar e aguardar". Grupos como Women for America First, Eighty Percent Coalition e The Silent Majority organizaram comícios, com a presença de aliados como George Papadopoulos e Roger Stone. Proud Boys, extrema-direita e supremacistas brancos também compareceram, alguns ameaçando violência e prometendo portar armas. O líder dos Proud Boys, Enrique Tarrio, anunciou que seus membros estariam "disfarçados" em equipes menores. Tarrio foi preso em 4 de janeiro por contravenção e crime.
Durante a certificação, Trump discursou, incitando apoiadores a marcharem ao Capitólio. Muitos se juntaram a manifestantes já presentes, invadindo o prédio, entrando na câmara do Senado e em escritórios. O Congresso suspendeu os procedimentos, legisladores foram levados a locais seguros, e Nancy Pelosi foi evacuada. Uma mulher desarmada foi morta pela Polícia do Capitólio ao tentar escalar uma porta quebrada; o oficial foi absolvido. Outros quatro manifestantes morreram: uma por overdose e três por causas naturais. Um policial sofreu um derrame no dia seguinte.
Enquanto o ataque ocorria, Pence foi evacuado da câmara do Senado, mas recusou deixar o Capitólio, temendo que o Serviço Secreto o removesse. Trump tuitou que Pence "não teve coragem" de agir. Pence permaneceu e certificou os resultados na madrugada.
Em 3 de janeiro de 2022, a Newsweek revelou a presença de comandos secretos no Capitólio para lidar com ameaças extremas, incluindo ataques a Trump ou Pence.
O Comitê Seleto da Câmara descobriu que Trump não tentou deter o ataque, apesar de pedidos, com Bennie Thompson (D-MS) e Liz Cheney (R-WY) classificando sua inação como "negligência do dever". Em abril de 2022, Cheney afirmou que Trump e aliados sabiam que suas ações eram ilegais, descrevendo um esforço "massivo, bem organizado" para reverter a eleição.

### Invasão do sistema eleitoral do condado de Coffee, Geórgia, por aliados de Trump
Em 1º de janeiro de 2021, advogados de Trump contrataram a empresa SullivanStrickler para investigar sistemas de votação no condado de Coffee, Geórgia. Em 7 de janeiro, Cathleen Latham, uma falsa eleitora, acompanhou aliados de Trump ao escritório eleitoral, onde copiaram dados do sistema.
A promotora Fani Willis, como parte da Investigação sobre as eleições de 2020 na Geórgia, indiciou Trump e 18 co-réus em 14 de agosto de 2023. Sidney Powell, Misty Hampton, Cathleen Latham e Scott G. Hall foram acusados especificamente pela invasão em Coffee County.

### Memorando de Lindell
Em 15 de janeiro de 2021, o aliado de Trump e CEO da MyPillow, Mike Lindell, foi fotografado na Casa Branca com anotações sugerindo uma tentativa de anular a eleição presidencial de 2020. OO documento mencionava "agir imediatamente para salvar a Constituição", nomear Frank Colon, advogado da" e mencionava a nomeação do advogado civil da 780ª Brigada de Inteligência Militar (Ciber), para um cargo de segurança nacional, além de citar a "Lei de Insurreição", "lei marcial", transferir Kash Patel para diretor interino da CIA e referenciar Sidney Powell.

## Desenvolvimentos posteriores

### Custos para os contribuintes
Segundo o The Washington Post, as falsas alegações de fraude de Trump custaram aos contribuintes mais de US$ 500 milhões, gastos em segurança, disputas judiciais e reparos de danos.

### Preocupações com segurança em 4 de março de 2021
Washington, D.C., reforçou a segurança para 4 de março, quando seguidores do QAnon acreditavam que Trump seria reinaugurado. A Câmara dos Representantes encerrou atividades antecipadamente devido a informações de inteligência sobre um possível plano de invasão do Capitólio por um grupo miliciano. Não houve incidentes graves.

### Auditorias eleitorais
Uma auditoria no condado de Maricopa, Arizona, iniciada em abril, inspirou esforços semelhantes em outros estados. Apoiadores de Trump pressionaram por investigações ou descertificação de resultados, mesmo em estados onde ele venceu.
Uma análise da Associated Press examinou 473 possíveis casos de fraude em seis estados contestados por Trump. Mesmo que todos fossem votos para Biden e contados, o número seria insuficiente para mudar o resultado. Não houve evidências de fraude organizada, apenas ações individuais isoladas.

#### Arizona
Em 31 de março de 2021, o Senado republicano do Arizona contratou quatro empresas, lideradas pela Cyber Ninjas, para auditar as cédulas presidenciais do condado de Maricopa. Embora a presidente do Senado, Karen Fann, tenha negado intenção de reverter os resultados, Trump e apoiadores esperavam alterar o resultado do Arizona, visando outros estados.
O relatório da auditoria, divulgado em 24 de setembro de 2021, não encontrou fraude e confirmou uma margem de vitória de Biden 360 votos maior. Após a auditoria, o governador do Arizona, Doug Ducey, rejeitou pedidos para descertificar a eleição.
Em janeiro de 2022, autoridades de Maricopa concluíram que quase todas as alegações dos auditores eram falsas ou enganosas. A Cyber Ninjas fechou após multas por desacato. Em abril de 2022, o procurador-geral Mark Brnovich afirmou não haver provas de fraude, mas citou "vulnerabilidades sérias", omitindo um relatório mais completo que, em 2023, a sucessora Kris Mayes divulgou, confirmando a ausência de mérito nas alegações.

#### Geórgia
O grupo VoterGA entrou com uma ação judicial pedindo análise microscópica de 150 mil cédulas do condado de Fulton, alegando que poderiam ser falsificadas, com base em relatos de auditores republicanos que, durante a recontagem manual de novembro de 2020, notaram cédulas "impecáveis", supostamente geradas por computador. Uma investigação do secretário de estado da Geórgia, em outubro de 2021, concluiu que não havia cédulas falsificadas.
A ação foi inicialmente aceita em maio de 2021, mas descartada em outubro por falta de "dano particularizado". Uma nova ação semelhante foi apresentada, com apoio de David Perdue, que, após perder a reeleição ao Senado em 2020, alegou fraude, assim como Trump.
Trump afirmou que cerca de 5 mil mortos votaram, mas o Conselho Eleitoral Estadual constatou, em dezembro de 2021, apenas quatro cédulas de falecidos, enviadas por parentes.

#### Idaho
Em setembro de 2021, o condado de Bonner anunciou uma recontagem das cédulas eleitorais após Mike Lindell alegar que os 44 condados de Idaho foram hackeados, fornecendo uma lista de endereços IP supostamente comprometidos. O escrivão Mike Rosedale destacou que as máquinas de votação do condado eram isoladas da internet e que sete condados de Idaho não usam máquinas. Auditorias em Bonner e outros dois condados sem máquinas confirmaram a precisão da contagem. Chad Houck, vice-secretário de Estado, informou que Lindell seria cobrado.

#### Pensilvânia
Os comissários republicanos do condado de Fulton, sob pressão do senador Doug Mastriano, autorizaram uma auditoria das cédulas, financiada pela Defending The Republic, organização de Sidney Powell. Contrariando o Conselho Eleitoral estadual, o condado permitiu que a Wake Technology Services, que atuou na auditoria de Maricopa, acessasse as máquinas de votação. O relatório preliminar concluiu que a eleição foi bem conduzida, sem irregularidades, conforme testemunhado por um comissário em audiência estadual.
Até agosto de 2021, republicanos da Pensilvânia planejavam audiências e uma "investigação forense completa". O presidente do Senado, Jake Corman, afirmou que a investigação não buscava anular os resultados eleitorais, já que a legislatura não tinha essa autoridade. Em setembro, republicanos aprovaram intimações para acessar dados pessoais de milhões de eleitores das eleições de maio e novembro, planejando contratar empresas privadas para gerenciá-los. O procurador-geral, Josh Shapiro, entrou com uma ação em 23 de setembro para bloquear as intimações. Em 7 de outubro, Corman aceitou os resultados da eleição, mas manteve apoio à investigação.

#### Texas
O escritório do procurador-geral Ken Paxton, aliado de Trump, dedicou mais de 22 mil horas investigando fraudes eleitorais em 2020, identificando apenas 16 casos de endereços falsos entre 17 milhões de eleitores registrados, metade do registrado em 2018. Uma investigação de 2021 encontrou apenas três casos processáveis em todas as eleições estaduais.
Em setembro de 2021, após Trump exigir uma auditoria em carta ao governador Greg Abbott, o secretário de estado anunciou auditorias em quatro condados, embora autoridades locais e do próprio escritório inicialmente desconhecessem tais ações.
As auditorias, conduzidas por John Scott, nomeado por Abbott e ex-membro da equipe jurídica de Trump, começaram em outubro de 2021. Relatórios preliminares de dezembro identificaram poucos problemas: 17 votos de eleitores falecidos e 60 votos duplicados entre estados, entre 3,9 milhões de cédulas, com os votos duplicados ainda sob investigação.

#### Wisconsin
Até maio de 2021, autoridades eleitorais de Wisconsin identificaram 27 possíveis casos de fraude entre 3,3 milhões de votos, sendo 16 relacionados a endereços de lojas da UPS usados como correspondência. Ações judiciais de Trump e aliados contestando os resultados foram rejeitadas, incluindo pela Suprema Corte estadual.
A partir de fevereiro de 2021, republicanos iniciaram investigações. A legislatura, de maioria republicana, ordenou uma análise de procedimentos eleitorais pelo Escritório de Auditoria Legislativa, não partidário. Em maio, Robin Vos, presidente da Assembleia, contratou ex-policiais e um advogado para investigar irregularidades. Janel Brandtjen, presidente da comissão de eleições, tentou uma "auditoria forense" inspirada no Arizona, emitindo intimações a dois condados, que foram rejeitadas por falta da assinatura de Vos, exigida por lei. Vos recusou assiná-las, citando pedidos de informações inexistentes ou inaplicáveis.
Em junho de 2021, Vos nomeou Michael Gableman, ex-juiz da Suprema Corte de Wisconsin, para conduzir uma investigação sobre a eleição. Gableman, que defendeu teorias conspiratórias e participou de eventos de Mike Lindell, emitiu intimações com erros, muitas canceladas, e admitiu desconhecer o funcionamento das eleições. Suas ações, como usar um Gmail registrado em outro nome, geraram problemas, e ele comparou a cobertura da imprensa à propaganda nazista. O procurador-geral Josh Kaul declarou a investigação ilegal, exigindo seu fim.
Em outubro de 2021, o Escritório de Auditoria Legislativa concluiu que não havia evidências de fraude generalizada, com senadores republicanos afirmando que a eleição foi "segura e confiável". Uma análise de dez meses do conservador Instituto de Direito e Liberdade, em dezembro, apontou falhas em procedimentos, mas "poucas evidências diretas de fraude".
A investigação de Gableman, que custou 2 milhões de dólares aos contribuintes, não encontrou fraude. Vos demitiu Gableman, que enfrentou denúncias éticas.

### Ações judiciais civis
Em maio de 2022, uma ação judicial civil foi movida no condado de Dane, Wisconsin, contra dez apoiadores de Trump que se apresentaram como eleitores alternativos para o estado.

## Reações

### Dissidentes da administração
Hope Hicks aconselhou Trump a "seguir em frente" após a eleição, mas ele respondeu: "Hope não acredita em mim". Hicks retrucou: "Não, eu não acredito. Ninguém me convenceu do contrário." Kellyanne Conway, em seu livro, revelou ter sugerido privadamente que Trump aceitasse a derrota, ao que ele respondeu: "Volte para o seu marido louco".
Matthew Pottinger, assessor sênior de política para a China, renunciou em protesto à resposta de Trump aos tumultos de 6 de janeiro, seguido por pelo menos cinco outros assessores de política externa. Elaine Chao, Secretária de Transportes, e Betsy DeVos, Secretária de Educação, também renunciaram em protesto.
Em junho de 2022, Ivanka Trump declarou ao Comitê de 6 de Janeiro que não acreditava que a eleição foi roubada, aceitando a conclusão de William Barr de que as alegações de fraude eleitoral não tinham fundamento.

#### Críticos consistentes
Em 2021, o Projeto de Responsabilização Republicana estimou que apenas 6% dos políticos republicanos nacionais defenderam consistentemente a democracia. Republicanos proeminentes que criticaram as tentativas de subverter os resultados eleitorais incluíram o governador de Maryland, Larry Hogan, o ex-presidente da Câmara, Paul Ryan, e a deputada Liz Cheney, de Wyoming, a terceira republicana mais graduada na Câmara. O ex-governador republicano da Califórnia, Arnold Schwarzenegger, condenou as ações de Trump para minar a confiança nas eleições, exigindo repúdio universal.
O estrategista republicano de longa data Steve Schmidt descreveu o Partido Republicano como uma "conspiração organizada" para manter o poder, desvinculada da democracia americana. Em 3 de janeiro de 2021, todos os dez ex-secretários de defesa vivos, incluindo Dick Cheney, Donald Rumsfeld e Robert Gates, publicaram um ensaio afirmando que o tempo de questionar os resultados havia passado e alertando contra o uso de forças militares na situação.

#### Outros
Kevin McCarthy: Inicialmente, o líder da minoria na Câmara criticou os planos de Trump como "fadados ao fracasso" e, durante o ataque de 6 de janeiro, pediu que Trump interviesse. Seis dias depois, admitiu que Trump tinha "alguma responsabilidade" pelo ataque, apoiando uma investigação bipartidária. Porém, após encontro com Trump em Mar-a-Lago em 28 de janeiro de 2021, mudou de tom, opondo-se à Comissão de 6 de Janeiro e ao comitê da Câmara.
New York Post: Apesar de apoiar Trump historicamente, o jornal publicou um editorial em dezembro de 2020 pedindo que ele "parasse com a insanidade" e encerrasse a "farsa sombria", acusando-o de buscar um "golpe antidemocrático". O editorial alertou que ele seria lembrado como "anarquista" e classificou a proposta de Michael Flynn de declarar lei marcial como "equivalente a traição".
The Wall Street Journal: Em 20 de dezembro de 2020, o conselho editorial criticou Trump, dizendo que sua "rotina de mau perdedor" irritava até seus eleitores e que suas ações lembravam por que perdeu a reeleição.
Fox News: Embora historicamente favorável a Trump, em 4 de janeiro de 2021, a apresentadora Ainsley Earhardt mencionou a crença de conservadores em fraude, mas Steve Doocy rebateu, destacando a falta de evidências apresentadas por Trump. Brian Kilmeade expressou preocupação com os protestos convocados por Trump para 6 de janeiro, chamando-os de "anarquia" prejudicial a todos.

### "Trump venceu" e "grande mentira"
O slogan "Trump venceu" é usado por apoiadores de Trump que, apesar dos resultados oficiais, acreditam que ele venceu a eleição presidencial de 2020. Essas alegações, chamadas de "grande mentira" por figuras como o senador Mitt Romney, foram refutadas pelo ex-Procurador-Geral William Barr, que as descreveu como "besteira" em depoimento.
Nas semanas após a eleição, a maioria dos apoiadores de Trump considerava a eleição ilegítima. Uma pesquisa de setembro de 2022 mostrou que 61% dos republicanos ainda acreditavam que Biden venceu por "fraude eleitoral". Até junho de 2021, alguns esperavam que Trump fosse restaurado ao poder em 2021 por meios extraordinários. Essas crenças alimentaram apelos por violência nas redes sociais, levando o Departamento de Segurança Interna a alertar sobre riscos de extremismo de direita em 2021. Uma pesquisa CNN/SSRS de agosto a setembro de 2021 indicou que republicanos que acreditavam em "Trump venceu" e viam essa crença como central à sua identidade partidária estavam mais motivados para votar em eleições futuras.

### Reações corporativas
Em 5 de janeiro de 2021, o diretor da Câmara de Comércio dos Estados Unidos criticou tentativas de congressistas de ignorar resultados eleitorais certificados, afirmando que isso minava a democracia e aumentava divisões. Quase 200 líderes empresariais, pela Parceria por Nova York, declararam que tais ações violavam princípios democráticos. Em 6 de janeiro, a Associação Nacional de Fabricantes pediu que o vice-presidente Pence invocasse a Vigésima Quinta Emenda à Constituição dos Estados Unidos e removesse Trump do cargo.
Durante o tumulto, um executivo da Cumulus Media ordenou que seus apresentadores de rádio parassem de promover alegações de fraude eleitoral, destacando que a eleição havia terminado e que eles deveriam promover a calma nacional. Grandes corporações prometeram suspender doações a políticos que se opuseram à certificação da vitória de Biden, dificultaram a transição pacífica ou incitaram violência. No entanto, dentro de um ano, a maioria retomou essas contribuições, diretamente ou via lobistas.

## Páginas externas
- «American Insurrection» [Insurreição Americana]. FRONTLINE. Temporada 39. Episódio 15. PBS. WGBH. Consultado em 6 de maio de 2025
- «Plot to Overturn the Election» [Plano para Anular a Eleição]. FRONTLINE. Temporada 40. Episódio 9. PBS. WGBH. Consultado em 6 de maio de 2025
- «Lies, Politics and Democracy» [Mentiras, Política e Democracia]. FRONTLINE. Temporada 40. Episódio 17. PBS. WGBH. Consultado em 6 de maio de 2025
- «Democracy on Trial» [Democracia em Julgamento]. FRONTLINE. Temporada 42. Episódio 11. PBS. WGBH. Consultado em 6 de maio de 2025
- «THE ATTACK: The Jan 6 siege of the U.S. Capitol was neither a spontaneous act nor an isolated event» [O ATAQUE: O cerco ao Capitólio dos EUA em 6 de janeiro não foi um ato espontâneo nem um evento isolado]. The Washington Post. 31 de outubro de 2021. Consultado em 6 de maio de 2025 Um relato detalhado dos eventos antes, durante e após o ataque ao Capitólio e a tentativa de anular a eleição.
- Sullivan, Margaret (2 de maio de 2021). «The politicians who tried to overturn an election – and the local news team that won't let anyone forget it» [Os políticos que tentaram anular uma eleição – e a equipe de notícias locais que não deixa ninguém esquecer]. The Washington Post. Consultado em 6 de maio de 2025
- Lost Not Stolen: The Conservative Case that Trump Lost and Biden Won the 2020 Presidential Election [Perdido, Não Roubado: O Argumento Conservador de que Trump Perdeu e Biden Venceu a Eleição Presidencial de 2020]
- Vídeo (04:48): John Eastman Defende Seu Memorando Eastman na Tentativa de Anular a Eleição de 2020 (MSNBC; 27 de outubro de 2021)